# 波利尼西亚三角

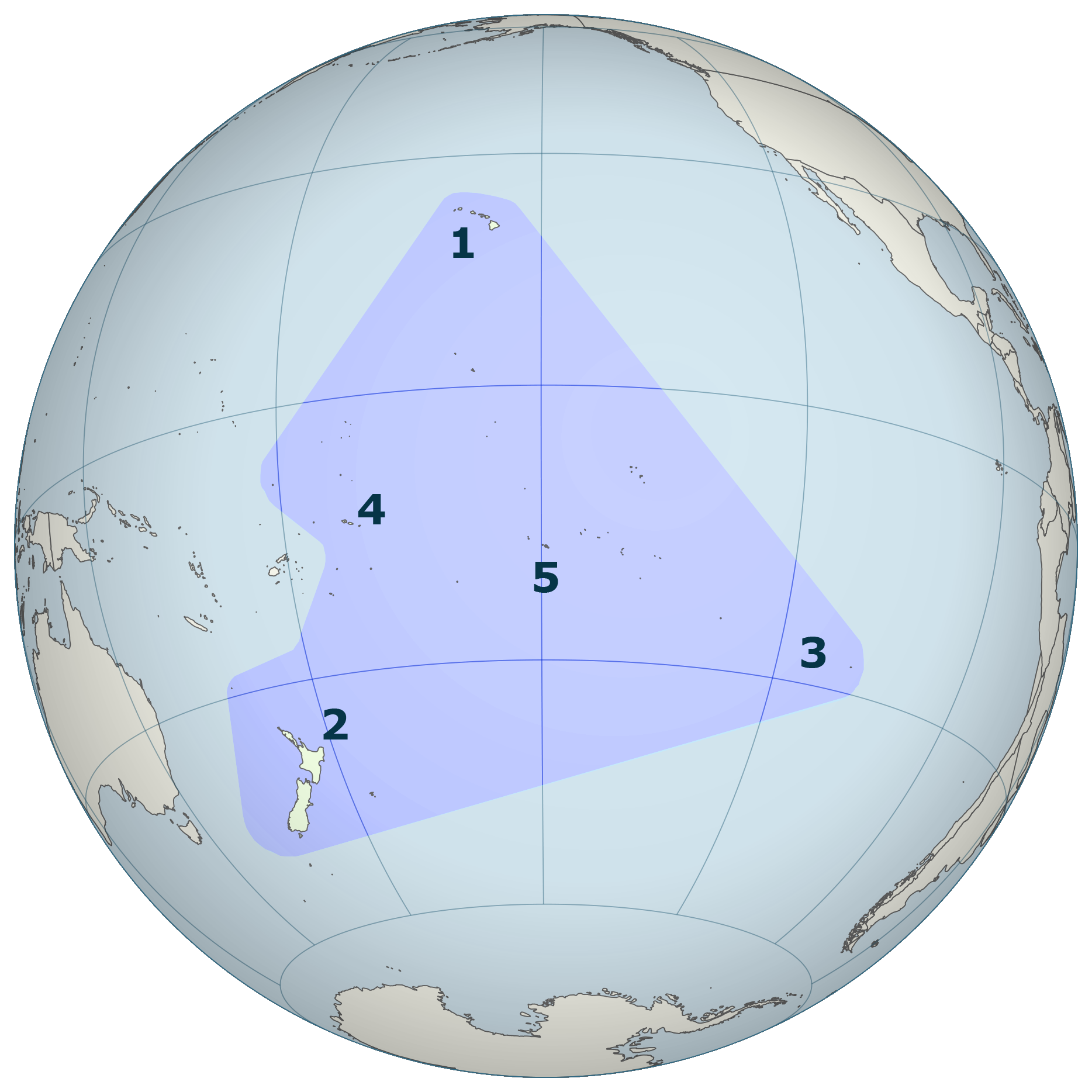
波利尼西亚三角的顶点为夏威夷（1）、新西兰（2）和复活节岛（3），西侧不包括斐济。其中心是塔希提岛（5），西侧是萨摩亚（4）。

波利尼西亚三角（英語：Polynesian Triangle）是太平洋的一个区域，它的三个顶点分别是：夏威夷、复活节岛和新西兰。波利尼西亚三角通常被用作定义波利尼西亚的简单方法。
在波利尼西亚三角之外，波利尼西亚人的定居痕迹延伸至北方的内克尔岛、东方的萨拉戈麦斯岛和南方的恩德比岛。此外，诺福克岛和克马德克群岛曾经也有波利尼西亚人定居。当欧洲人首次到达时，这些岛屿均已无人居住。
现在，人口较多的波利尼西亚民族包括毛利人、夏威夷人、汤加人、萨摩亚人、纽埃人和塔希提人。这个广阔三角区域的母语为波利尼西亚语，它被语言学家归类为马来-波利尼西亚语系中的大洋洲语族，起源自5000年前在东南亚使用的原始南岛语。波利尼西亚三角外，在邻近的美拉尼西亚和密克罗尼西亚，还有许多属于波利尼西亚域外点的岛屿。